# Oppidum Donnersberg
Das Oppidum auf dem Donnersberg war eine frühgeschichtliche Höhensiedlung (Oppidum) der keltischen Latènekultur auf dem Donnersberg. Sie war von einer Befestigungsanlage umgeben, die zu den größten ihrer Art im heutigen Deutschland zählte. Anlage und Bergmassiv liegen im heutigen Donnersbergkreis in Rheinland-Pfalz.

## Lage
Die Anlage befindet sich auf den Hochlagen des Donnersbergs auf der Gemarkung der Gemeinde Dannenfels. Unterwegs passiert sie den Königsstuhl.

## Beschaffenheit
Der Ringwall keltischen Ursprungs ist in Summe etwa 8,5 km lang. Er besteht aus einem sogenannten Ost- und einem Westwerk. Das Ostwerk wurde von der keltischen Bevölkerung einmal, der südliche Teil des Ostwerkwalles sogar ein zweites Mal durch eine neue vorgesetzte Mauer erneuert. Das Gelände des Ostwerkes wird als Siedlungsfläche angenommen, das Westwerk als Fluchtburg.

## Besiedlung
Im Innern des Ostwerks befindet sich – für keltische Oppida bisher einmalig – eine Viereckschanze. Am sogenannten Schlackenwall am nördlichen Eckpunkt der Befestigungsanlage laufen seit dem Jahr 2004 Ausgrabungen. Erste Grabungsergebnisse machen die These wahrscheinlich, dass die Kelten am Schlackenwall Rhyolith in Öfen erhitzt haben, um so zu Rohglas zu gelangen, das zur Herstellung von Schmuck und Gebrauchswaren weiterverwendet wurde.
Allein von der Größe her gehört die Wallanlage zu den bedeutendsten keltischen Oppida überhaupt. Neben der Viereckschanze und der Glasproduktion wurden weitere Entdeckungen gemacht. So wurden ein bronzener Achsnagelkopf sowie Münzen der Leuker und aus römischer Zeit gefunden. In jüngerer Zeit gab es weitere Funde bronzener Metallteile, zum Beispiel eine kleine, knapp 4 cm lange und konisch zulaufende Bronzehülse mit Doppelkopf. Sie war vermutlich die Spitze eines keltischen Trinkhorns.

## Rezeption
Berg und Wallanlage, wie die Landschaft der Nordpfalz von der Selz bis Worms, spielen eine Rolle im 1846 erstmals veröffentlichten Roman „Der Ratschluss des Magiers“ (= „Joseph Balsamo“ bzw. „Denkwürdigkeiten eines Arztes“) von Alexandre Dumas.